# Kranlucken
Kranlucken ist ein Ortsteil von Schleid im Wartburgkreis in Thüringen. 273 Menschen lebten 2012 im Ortsteil, der landwirtschaftlich geprägt war und ist.

## Lage
Kranlucken befindet sich im Umland der hessisch-thüringischen Grenze im Vorland des Biosphärenreservats Thüringer Rhön in einem nach Süden geneigten und nach Norden mit Wald begrenzten Gelände. Der Roßberg mit 693,6 Meter über NN ist der höchste Berg bei Schleid. Das Dorf wird verkehrsmäßig von der Kreisstraße 93 erfasst. Kurz vor Schleid erreicht man die Bundesstraße 278.  Die geographische Höhe des Ortes beträgt 356 m ü. NN.

## Geschichte
Kranlucken wurde erstmals urkundlich am 28. September 1197 erwähnt. Er gehörte über Jahrhunderte zum fuldischen Amt Geisa/Rockenstuhl.
Zu DDR-Zeiten arbeiteten die Bauern zusammengefasst in der LPG Typ III „Karl Liebknecht“ mit Sitz in Bremen für Pflanzenproduktion und der LPG Typ III „Vorderrhön“ in Geisa in der Tierproduktion zusammen und betrieben Rindermast und Milchproduktion. Nach der politischen Wende orientierten sie sich neu. Die Bevölkerung der Umgegend war nun von den Grenzproblemen der Nachkriegszeit befreit.
Im Jahre 1994 schlossen sich die Orte Kranlucken, Motzlar, Zitters und Schleid zur Einheitsgemeinde Schleid zusammen.

## Kultur und Sehenswürdigkeiten

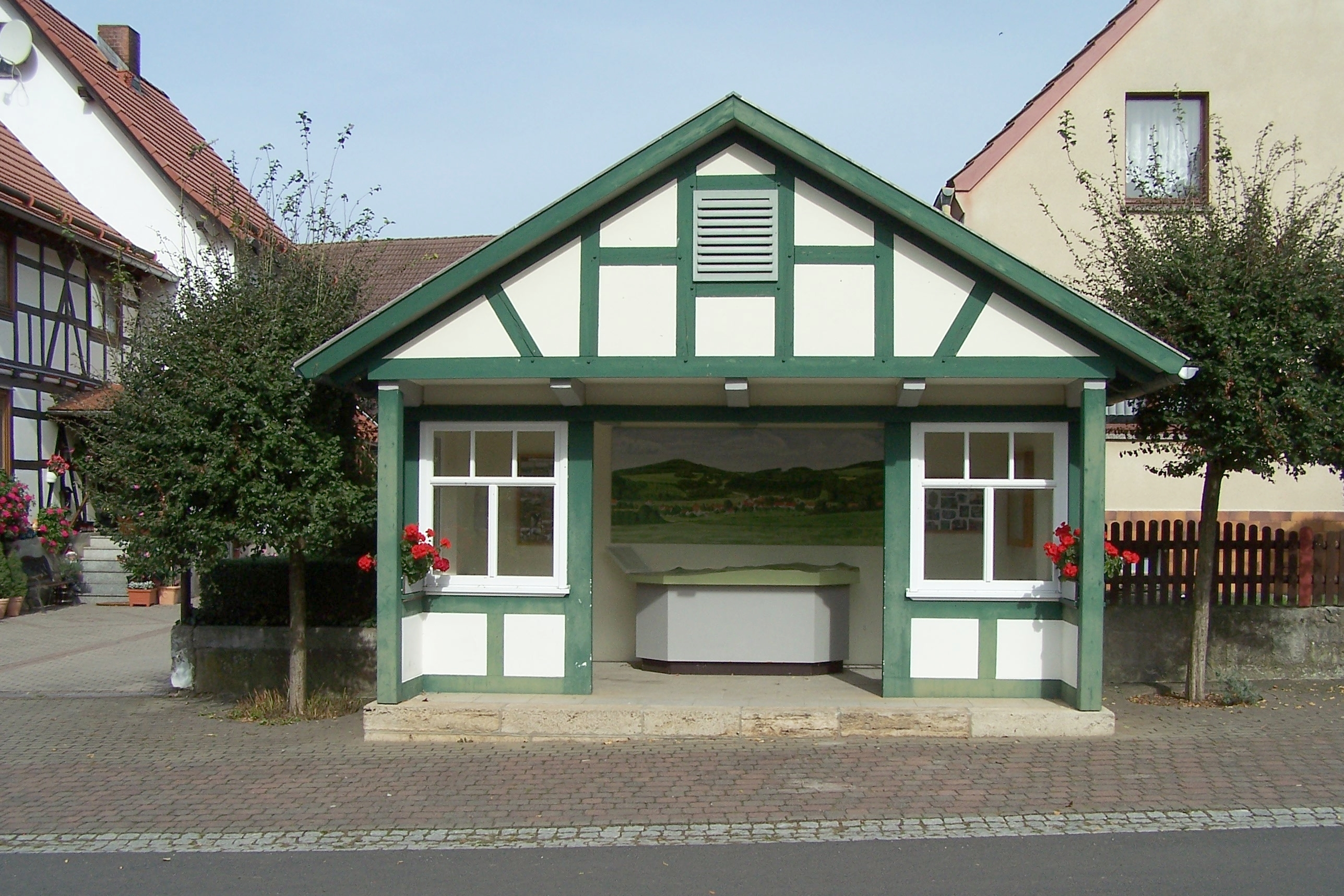
Die Heimatstube in der Ortsmitte

- Die katholische Pfarrkirche „Heiligste Dreifaltigkeit“ mit reichem barocken Fassadenschmuck wurde 1756 geweiht und nach einem Brand 1796 wiederhergestellt.
- Das Pfarrhaus wurde ursprünglich 1792 in Petersberg bei Fulda als Jagdhaus errichtet.
- Der Friedhof mit kleiner Kapelle und am Südhang befindlichen Gefallenendenkmal bietet auch eine Aussicht über das obere Ulstertal.
- Die „Heimatstube“ bei der Kirche ist rund um die Uhr geöffnet. Im Inneren ist ein Geländemodell des Kohlbachtales aufgestellt, Fotos und Berichte über die Kranlucker Vereine wurden angebracht.
- Ein Mobile am Motzlaer Weg dreht sich von einem Wasserrad angetrieben und erinnert an das Ortsjubiläum im Jahr 2007.
- Die alte Kohlbachbrücke bei der Kirche ist eine denkmalgeschützte Natursteinbrücke.
- Ein Gedenkstein mit dem Kranlucker Wappen erinnert bei der Brücke an die Flutkatastrophe von 1913, er befindet sich direkt an der Kirche
- Im Ortsbild fallen mehrere Brunnen auf, sie wurden auch im Zusammenhang mit dem Ortsjubiläum aufgestellt.
- Mehrere Bildstöcke stehen im Ort und der näheren Umgebung. Am Hof Hochrain befindet sich der auf einer Steinsäule bis 1912 montierte barocke Bildstein und trägt auf der Oberseite ein kleines schmiedeeisernes Kreuz. Der Bildstock zeigt auf der Ostseite die Heilige Dreifaltigkeit, auf der Westseite die Heilige Familie, an den Schmalseiten sind Maria mit dem Kind und Johannes von Nepomuk.[4]
- Viele Fachwerkhäuser prägen das intakte Ortsbild

## Bekannte Söhne und Töchter
- Hermann Fischer (* 15. März 1928; † 5. November 2020), Orgelforscher